# Bertrand Delanoë
Bertrand Delanoë (n. 30 mai 1950) este un politician francez, fost primar al Parisului.
A fost membru al Partidului Socialist Francez. Delanoë s-a născut în Tunis, capitala Tunisiei, și s-a mutat la Paris cu familia când a fost adolescent. Este gay, declarându-și orientarea sexuală într-un interviu din 1998, înainte de a fi ales primar. În 2001, când a devenit primar al Parisului, capitala franceză a devenit cel mai mare oraș din lume cu un primar LGBT (deși, de atunci, și Berlinul are primar gay, pe Klaus Wowereit).